# 斯潘塞縣 (肯塔基州)
斯潘塞县（英語：Spencer County）是位於美国肯塔基州外藍草地區的一個郡，面積497平方公里。根據2020年美國人口普查，共有人口19,490人。縣治泰勒斯維爾（Taylorsville）。該縣成立於1824年1月7日，縣名紀念在蒂珀卡努战役中陣亡的哈里森縣治安官施皮爾·斯賓塞。。